# John Francis Dearden
John Francis kardinál Dearden (15. října 1907 Valley Falls – 1. srpna 1988 Southfield) byl americký římskokatolický kněz, arcibiskup Detroitu a kardinál.
Kněžské svěcení přijal v prosinci 1932. Poté působil v diecézi Cleveland, kde byl v květnu 1948 jmenován biskupem. Stal se koadjutorem biskupa Pittsburghu. Řízení diecéze se ujal 22. prosince 1950, po osmi letech byl jmenován arcibiskupem v Detroitu.
V letech 1966 až 1971 byl předsedou Biskupské konference USA. V roce 1969 ho papež Pavel VI. jmenoval kardinálem. Na funkci arcibiskupa rezignoval v roce 1980, zemřel o osm let později.